# Католицький університет Петера Пазманя
Католицький університет Петера Пазманя (угор. Pázmány Péter Katolikus Egyetem) — недержавний католицький університет в Угорщині. Різні факультети університету розташовуються в Будапешті, Пілішчабі і Естерґомі. Університет засновано в 1635 році, він носить ім'я свого засновника, кардинала Петера Пазманя. Відомий також як Пазманеум. У 2009 році університет нараховував 736 викладачів і 9469 студентів. Всього за роки існування університету його закінчили близько 26 тисяч осіб.

## Історія
Будапештський університет і Католицький університет Петера Пазманя мають спільну історію. 12 травня 1635 кардинал Петер Пазмань підписав указ про заснування в місті Надьсомбат (суч. Трнава, Словаччина) університету з двома факультетами — вільних мистецтв і теології. Згодом було відкрито ще ряд факультетів. У 1777 році університет з Трнави був переведений в Буду, а в 1784 році — у Пешт. До 1844 року викладання в університеті велося латинською мовою. З 1895 року в університеті отримали можливість навчатися і жінки. У 1950 році факультет теології був виділений в Католицький університет імені Петера Пазманя, інші факультети залишилися в складі Будапештського університету.
До 1992 року університет Петера Пазманя складався тільки з факультету теології, інші факультети Пазманеума були засновані наприкінці XX — початку XXI століття. Факультет гуманітарних наук відкритий в 1992 році, факультет права і політичних дисциплін в 1995, факультет інформаційних технологій в 1998. У 2008 році до складу університету як факультету педагогіки був включений заснований в 1842 році педагогічний коледж Яноша Вітеза.

## Структура
Католицький інститут Петера Пазманя включає в себе 5 факультетів, інститут канонічного права, кілька лабораторій і дослідницьких центрів.
- Факультет теології (Будапешт)
- Факультет гуманітарних наук (Пілішчаба). Будинки факультету побудовані в 90-х роках XX століття на місці колишніх бараків Радянської армії в оригінальному сучасному стилі.
- Факультет права і політичних дисциплін (Будапешт)
- Факультет інформаційних технологій (Будапешт)
- Факультет педагогіки імені Яноша Вітеза (Естерґом)

Інститут канонічного права призначений для аспірантів — випускників університету. Заснований в 1996 році декретом Святого Престолу. Розташований в Будапешті.
Ректор університету — доктор Саболч Суром, Президент — примас Угорщини, кардинал Ерде Петер.